# گریت اوکلی، اسکس
گریت اوکلی (به انگلیسی: Great Oakley) یک روستا و محله مدنی در بریتانیا است که در تندرینگ واقع شده‌است. گریت اوکلی ۱٬۰۱۷ نفر جمعیت دارد.